# Ruta Nacional 145 (Argentina)
La Ruta Nacional 145 es una carretera argentina asfaltada desde 2015 que se encuentra en el Departamento Malargüe, en el sudoeste de la Provincia de Mendoza. En su recorrido de 76 kilómetros, une la Ruta Nacional 40 en la localidad de Bardas Blancas, con el paso montañoso internacional Pehuenche a 2553 m s. n. m., en la frontera chilena. El camino continúa en Chile como Ruta CH-115, que conduce a la ciudad de Talca.
La única población en el trayecto por donde discurre esta ruta es el caserío Las Loicas, en la intersección con la ruta provincial 226.
Este camino forma parte del Corredor Mercosur-Chile, definido por IIRSA como uno de los tres ejes de integración en Argentina.

## Historia
Este camino se inauguró el 8 de abril de 1961, conformando la Ruta Provincial 224, siendo sólo apto para vehículos livianos y operable sólo en temporada estival, es decir, de enero a abril. Por problemas políticos entre ambos países, en 1978 el gobierno chileno decidió dinamitar el camino en su territorio, con lo que el Paso Pehuenche fue clausurado. Dicha interrupción física recién se eliminó en 1990, por lo que este camino se pudo abrir al público el 9 de enero de 1991.
A través de un convenio entre la Dirección Nacional de Vialidad y su par provincial, el 1 de abril de 1997 la ruta pasó a jurisdicción nacional.
El 20 de noviembre de 2000 comenzaron las obras para pavimentar el primer tramo de 23 km entre Bardas Blancas y el acceso a Cajón Grande. En diciembre de 2005 se terminó de asfaltar dicho tramo y la obra se terminó el 30 de marzo de 2006. En octubre de 2015 comienza la construcción del último tramo de la ruta 145. El 6 de enero de 2017 se inauguró oficialmente el último tramo.

## Localidades
Las localidades que se encuentran a la vera de esta ruta son, de este a oeste:

### Provincia de Mendoza
Recorrido: 76 km (kilómetro 0 a 76).
- Departamento Malargüe: Bardas Blancas (kilómetro 0) y Las Loicas (km 34).

## Traza antigua
En la década de 1960 se comenzó a construir un camino con esa misma denominación entre la Ruta Nacional 40 y el Paso del Planchón con el nombre de Ruta Internacional Ramón Freire. El gobierno militar que asumió el poder en 1966 decidió suspender la construcción de ese camino y en su lugar construir otro entre Las Loicas y el paso internacional mencionado. Este camino, inaugurado en 1970, es actualmente la Ruta Provincial 226.